# 布里克亞德·甘迺迪
威廉·帕克·甘迺迪（英語：William Park Kennedy，1867年10月7日—1915年9月23日），綽號「Brickyard」和「Roaring Bill」，為前美國職棒大聯盟的投手。生涯曾效力過新郎/超霸(今道奇)、巨人與海盜等隊。

## 職業生涯
1889到1991年間，甘迺迪都在小聯盟投球。1892年，他成功登上大聯盟。他在新郎隊的前9年都能維持單季10勝，還有4次拿下單季20勝。其中他在1893年拿下25勝，寫下個人新高。
1901年，甘迺迪僅拿下3勝，因此他在球季結束後被釋出。隨後他加入巨人，但僅僅拿下1勝。
1903年，甘迺迪加入海盜。他隨隊打進第一屆的世界大賽，他還擔任第五場的先發，不過吞下敗投。1904年到1908年，甘迺迪都在中央聯盟投球。

## 晚年
甘迺迪雖然職棒生涯只有12年，但他的勝投數是1890年代的投手中第四高的，僅次於基德·尼可斯、賽·揚和阿莫斯·魯西。
甘迺迪雖然是個投手，但他的打擊實力也不差。生涯打擊率2成61，還敲出1轟與148分打點。而他還累積54支二壘安打和21支三壘安打。
由於甘迺迪嗓門大，加上是個話多的人，因此他有「Roaring Bill」的外號。而他在1915年去世，享年47歲。

## 外部連結
- 球員資訊和成績在MLB，ESPN，Retrosheet ，Baseball Reference ，Baseball Reference (Minors) ，Fangraphs，The Baseball Cube （英文）